# Michael Obermoser

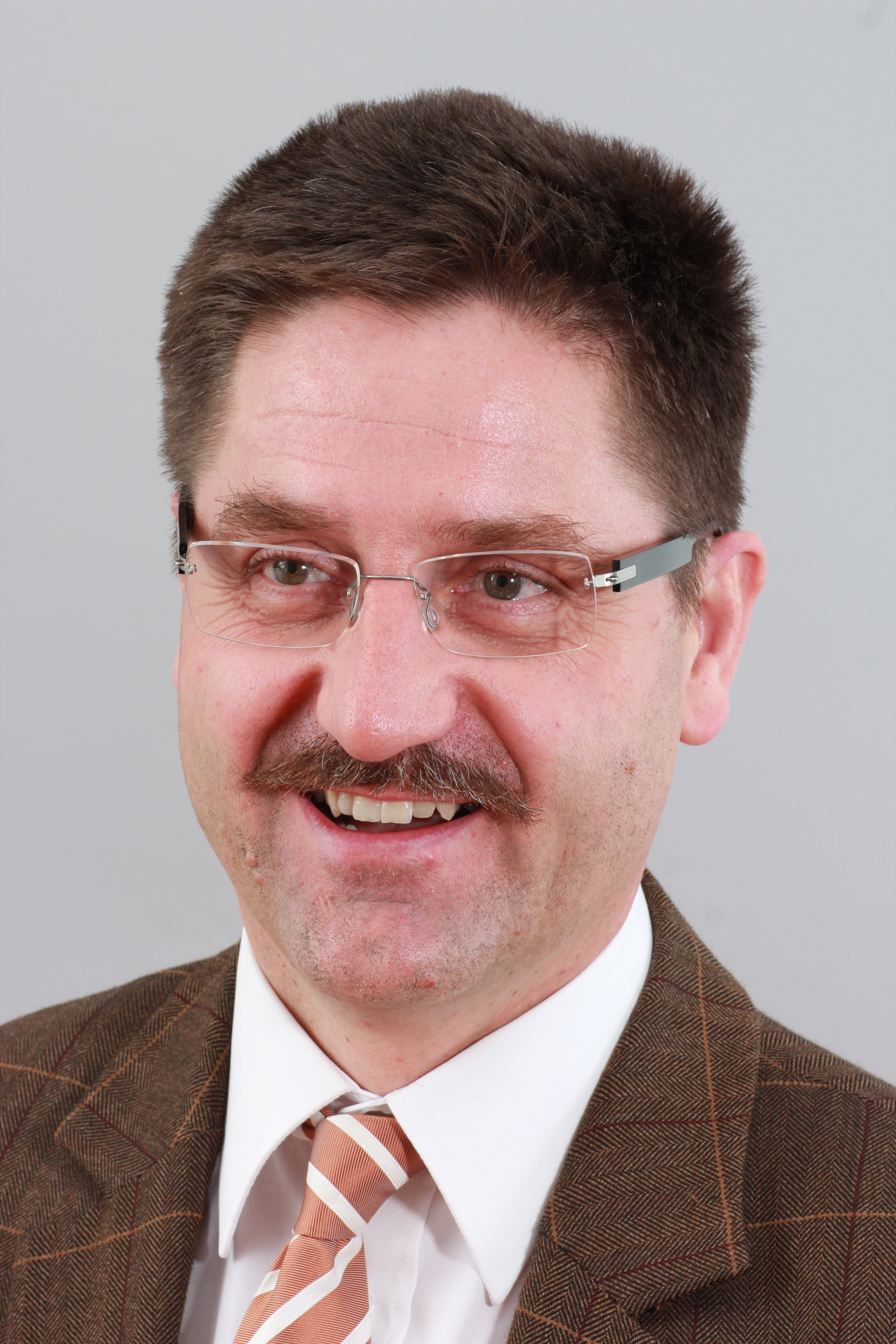
Michael Obermoser (2012)

Michael Obermoser (* 29. November 1967 in Radstadt) ist ein österreichischer Politiker (ÖVP) und Gastwirt. Obermoser war von April 2004 bis Juni 2023 Abgeordneter zum Salzburger Landtag.

## Ausbildung und Beruf
Nach seiner Geburt in Radtstadt zog Obermosers Familie 1969 nach Wald im Pinzgau. Nach der Pflichtschule wechselte Obermoser an die Hotelfachschule in Zell am Ziller und legte 1985 die Konzessionsprüfung für Gastronomie in Salzburg ab. Nachdem er den Präsenzdienst abgeleistet hatte, war Obermoser zweieinhalb Jahre im Ausland tätig, wobei er unter anderem auf Kreuzfahrtschiffen arbeitete. Im Alter von 22 Jahren kehrte Obermoser von London nach Österreich zurück und übernahm ein Hotel in Königsleiten. Er führte den Betrieb als Gastwirt und Hotelier zunächst mit seinen Brüdern und später mit seiner Ehefrau.

## Politik
Obermoser ist seit 1995 Gemeindevertreter in Wald im Pinzgau. Er wurde 1989 Mitglied im Wirtschaftsbund und wurde im Juni 2003 zum Bezirksobmann des Wirtschaftsbundes Pinzgau gewählt. Obermoser war ab dem 28. April 2004 Abgeordneter zum Salzburger Landtag, wobei er als Bereichssprecher die Themen Umwelt- und Naturschutz (Umwelt, Naturschutz, Lärmschutz, Wasser) sowie Nationalpark (Nationalparkzentrum, Internationale Anerkennung) übernahm. Obermoser kandidiert bei der Landtagswahl 2009 auf Platz zwei der ÖVP-Regionalwahlkreisliste Pinzgau.
Nach der Landtagswahl in Salzburg 2023 schied er im Juni 2023 aus dem Landtag aus.

## Privates
Obermoser ist seit 1993 verheiratet und Vater zweier Töchter. Er hat einen Zwillingsbruder.